# پشت صفحه نمایش
پشت صفحه نمایش (به انگلیسی: Behind the Screen) فیلمی کوتاه و صامت، به کارگردانی چارلی چاپلین با بازی چارلی چاپلین، ادنا پرواینس، جیمز تی. کلی و اریک کمبل محصول سال ۱۹۱۶ است.